# Gardabani (gmina)
Gmina Gardabani (gruz. გარდაბნის მუნიციპალიტეტი) – jednostka administracyjna Dolnej Kartlii w Gruzji. Siedzibą gminy jest miasto Gardabani. 

## Położenie
Gmina położona jest w południowej części Gruzji. 

## Ludność
Na podstawie danych statystycznych z 2024 roku gminę Gardabani zamieszkuje 77 900 osób. 